# 53. Филмски сусрети у Нишу
53. Филмски сусрети одржани су у периоду од 25. августа до 31. августа 2018. године на летњој позорници у Нишкој тврђави.

## Жири
Чланови жирија
| Састав жирија      |                |                |
| председница жирија | Ана Софреновић | Ана Софреновић |
| чланови жирија     | Бојана Маљевић | Тихомир Станић |

## Програм
Филмови и драме које су приказане на фестивалу су: Јужни ветар, Границе кише, Изгредници, Проклети пас, Месо, Агапе, Патулјци са насловних страна, Едерлези Рисинг, Злогоње, О бубицама и херојима, Жаба.

## Награде
Награду Цар Константин за најбољу мушку улогу у филму Изгредници добио је Радован Вујовић. Награду Царица Теодора додељена је Марти Бјелици за улогу у филму Изгредници. Гран при Наиса је припао Милошу Биковићу.
Награду Павле Вуисић добио је Радош Бајић. Награду Милорад Мандић Манда је добио Срђан Тодоровић.

## Буџет
Град Ниш је издвојио 18 милиона а Министарство културе 3.200.000 динара за организацију овог фестивала. Позорница у Тврђави је реновирана 2017. године и осим што је једна од најлепших позорница у Србији сада је њен капацитет за 4000 људи и око 2500 седећих места.